# Hermannia pauciflora
Hermannia pauciflora är en malvaväxtart som beskrevs av S. Wats.. Hermannia pauciflora ingår i släktet Hermannia och familjen malvaväxter. Inga underarter finns listade i Catalogue of Life.